# Гранатуров Юрій Ісайович
Юрій Ісайович Гранатуров (нар. 31 липня 1960, Миколаїв, Українська РСР, СРСР) — український політичний діяч, міський голова міста Миколаєва з травня 2014 року по 24 листопада 2015.

## Біографія
Народився 31 липня 1960 року в місті Миколаєві у родині військовослужбовця. Спочатку навчався у 18-й, потім — у 6-й загальноосвітніх школах Миколаєва. Після школи працював складальником корпусів на ЧСЗ, потім — служба в армії. Був командиром артрозвідки, заступником командира взводу, проходив службу за межами СРСР.
Закінчив Миколаївський педагогічний інститут за спеціальністю «Філологія», а також Одеський регіональний інститут державного управління Національної академії державного управління при Президентові України. Після закінчення педагогічного інституту працював у загальноосвітніх школах № 54 та № 34 Миколаєва, потім став директором ЗОШ № 36.

## Політична діяльність
У 1998 році був обраний депутатом Миколаївської міської ради, увійшов до складу депутатської групи «Моє місто».
У 1999 році був довіреною особою кандидата в президенти України Євгенія Марчука.
У 2002 був обраний депутатом Миколаївської міської ради по одномандатному округу, став заступником міського голови Володимира Чайки, керуючим справами міськвиконкому Миколаєва. У 2006 році був переобраний депутатом міської ради за списками Партії регіонів. У тому ж році був призначений на посаду першого заступника Миколаївського міського голови. На чергових виборах депутатів Миколаївської міськради 2010 року переміг на мажоритарному окрузі.
2010–2013 — голова адміністрації Ленінського району Миколаєва.
1 жовтня 2013 року після смерті Володимира Коренюгіна під час позачергової сесії Миколаївської міської ради був обраний секретарем міської ради. У зв'язку з відсутністю обраного мера, Юрій Гранатуров автоматично став виконуючим обов'язки міського голови..

## На посаді міського голови
25 травня 2014 року переміг на виборах Миколаївського міського голови, набравши 27,69 % голосів виборців.
Найближчі претенденти
2. Сергій Ісаков — 22,84 %
3. Олександр Жолобецький — 15,27 %
4. Юрій Антощенко — 10,5 %
5. Олександр Сенкевич — 4,64 %
30 травня 2014 року під час 40-ї сесії Миколаївської міської ради Юрій Гранатуров склав з себе повноваження секретаря та депутата міської ради. Потім голова Миколаївської міської виборчої комісії Ірина Косякова зачитала цифри з протоколу про результати виборів міського голови, які відбулись 25 травня, та оголосила, що Юрій Гранатуров обраний новим мером Миколаєва..

## Партійна приналежність
З 2005 по лютий 2014 року був членом Партії регіонів. Про свій вихід з партії Юрій Гранатуров заявив 22 лютого під час знесення пам'ятника Леніну на головній площі Миколаєва.
У липні 2015 року Юрій Гранатуров заявив, що не збирається вступати до будь-якої політичної партії, оскільки переконаний, що мер міста повинен бути безпартійним.
У серпні 2015 року Юрій Гранатуров обраний співголовою політичної партії «Наш край».
У серпні 2020 року покинув «Наш край» та став головою обласної партійної організації всеукраїнської політичної партії «За майбутнє».